# 노바티스
노바티스 인터내셔널 AG(Novartis International AG)는 스위스 바젤에 본사를 둔 다국적 제약회사이다. 1996년 스위스에서 가장 큰 두 개의 제약, 의료업체인 시바-가이기(Ciba-Geigy)와 산도즈(Sandoz)의 합병을 통해 설립되었으며, 시가 총액과 총 매출액 기준 세계 최대의 제약회사로 꼽힌다
디클로페낙(볼타렌), 발사르탄(디오반), 이마티닙(글리벡), 카르바마제핀(테그레톨), 클로자핀(클로자릴), 테르비나핀(라미실), 사이클로스포린(산디문) 등의 다양한 약품을 생산하고 있다.
자회사로는 제네릭 의약품을 생산하는 산도즈 사가 있다.

## 특허 소송과 비판
노바티스는 각국의 환자그룹과 보건의료조직들에 대해 특허법 위반으로 자사에 해를 끼쳤다며 소송을 제기했다. 이에 2012년 7월, 남아프리카 공화국 케이프타운에서 열린 3차 민중건강총회(People’s Health Assembly)에서는 폐막행진의 일환으로 노바티스를 규탄하는 시위가 열렸다. 이 시위는 국경없는의사회, 치료행동캠페인(Treatment Action Campaign), Section27, 민중건강운동( People’s Health Movement)이 공동으로 주도했다. 남아공 에이즈 감염인단체인 치료행동캠페인의 활동가 Sydnkey Makgai는 이 시위에서"제네릭을 먹고있는 에이즈감염인으로서 노바티스에게 소송을 취하할 것을 촉구한다. 이 소송은 노바티스에게는 이윤에 관한 것이겠지만 나에게는 죽음과 삶에 관한 것이다"고 말했다.